# That’s When I’ll Stop Loving You
A That's When I'll Stop Loving You című dal a holland Anita Doth és René Froger közös dala, mely 1997 februárjában jelent meg a Dino Music zeneműkiadónál. A dal René Froger 1996-os Illegal Romeo Part 1 című albumán szerepel.
A dal a holland kislemezlistán az 52. helyig jutott.

## Megjelenések
CD Maxi Single  Hollandia Dino Music – DNCMS 2346
1. That's When I'll Stop Loving You (Radio Edit) 4:25
2. That's When I'll Stop Loving You (Album Mix) 4:22
3. That's When I'll Stop Loving You (Deep An' Soulful Mix) 7:23